# Kai Hermann

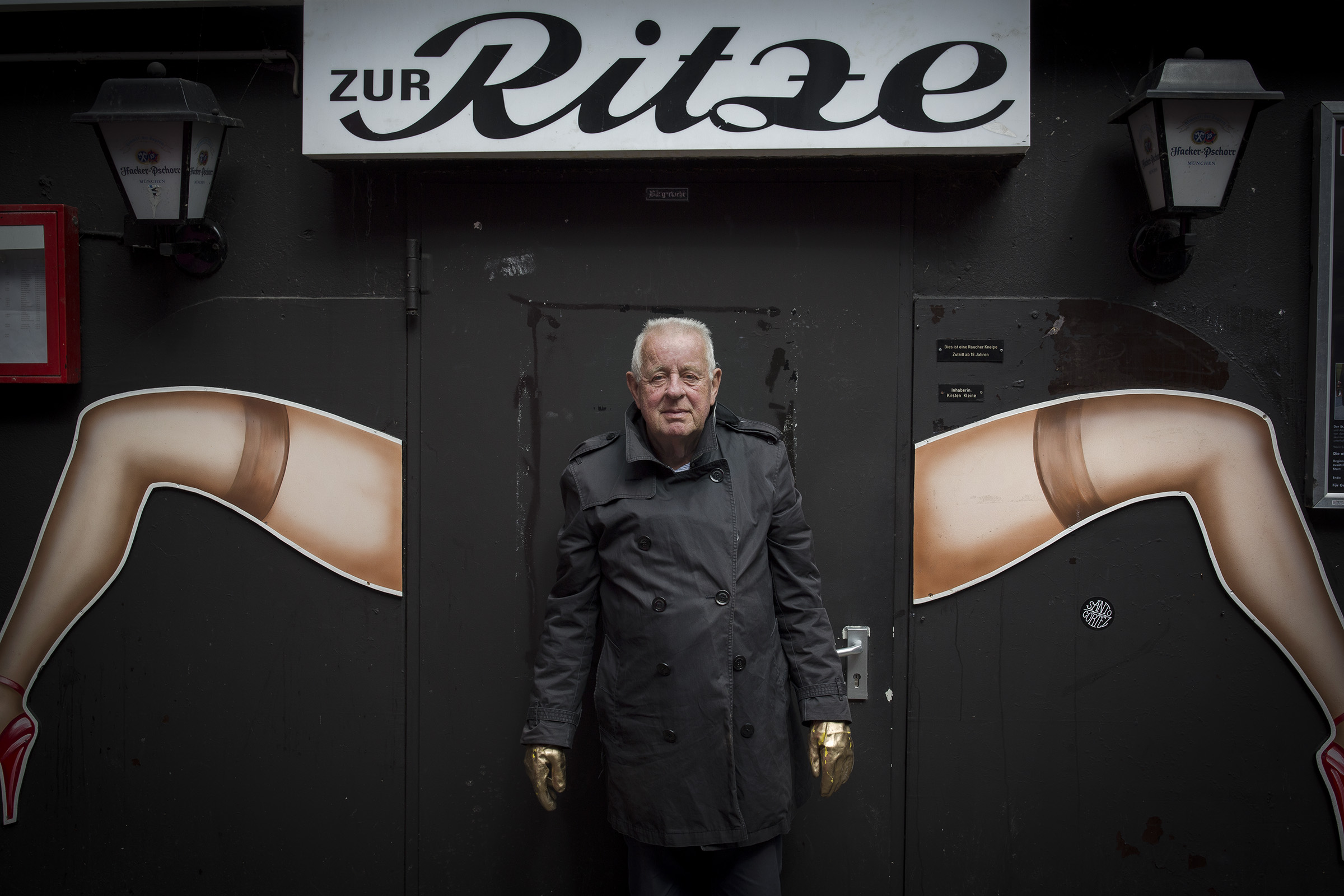
Kai Hermann fotografiert von Oliver Mark vor der Ritze in Hamburg (2016)

Kai Hermann (* 29. Januar 1938 in Hamburg) ist ein deutscher Journalist, Publizist und Autor.

## Leben
Nach dem Studium der Geschichte und der Politikwissenschaften an den Universitäten Tübingen, Hamburg, Vancouver und Harvard war Kai Hermann seit 1963 zunächst Redakteur und Berlin-Korrespondent der Zeit. Dort kündigte er nach eigenem Bekunden, als ihm wegen seiner kritischen Berichterstattung im Zusammenhang mit den Unruhen nach dem Attentat auf Rudi Dutschke eine Versetzung in den Bereich Leserbriefbetreuung angekündigt worden war. 1969 wechselte er als Auslandskorrespondent zum Spiegel. Anfang 1971 übernahm er für wenige Monate den Posten des Chefredakteurs der Jugendzeitschrift twen, bis diese ihr Erscheinen aus finanziellen Gründen einstellen musste. 1972 bis 1978 war Hermann fester Mitarbeiter des stern, sporadisch schrieb er auch für andere Zeitschriften, so seit 1974 für konkret.
Im Frühjahr 1978 interviewte Kai Hermann zusammen mit Horst Rieck die jugendliche Drogenabhängige und Beschaffungsprostituierte Christiane Felscherinow („Christiane F.“). Die von Hermann und Rieck niedergeschriebenen Tonbandprotokolle erschienen nach einem teilweisen Vorabdruck im stern im Herbst 1978 als Buch unter dem Titel Wir Kinder vom Bahnhof Zoo. Dieses wurde in den Jahren 1980 und 1981 zum meistverkauften Buch in der Bundesrepublik Deutschland, in 15 Sprachen übersetzt und bis heute (2006) weltweit in mehr als drei Millionen Exemplaren verkauft. In zahlreichen deutschen Schulen ist Wir Kinder vom Bahnhof Zoo Pflichtlektüre. Bei der Verfilmung des Buchs unter dem Titel Christiane F. – Wir Kinder vom Bahnhof Zoo (1980/81) unter der Regie von Uli Edel nach einem Drehbuch von Herman Weigel übten Kai Hermann, Horst Rieck und Christiane Felscherinow gewisse Mitspracherechte aus.
Seit 1978 ist Kai Hermann freiberuflich als Publizist, Autor und Drehbuchautor tätig. Zusammen mit Margarethe von Trotta und Jean-Claude Carrière schrieb Hermann das Drehbuch des Spielfilms Die Fälschung (1981, Regie: Volker Schlöndorff) nach dem gleichnamigen Roman von Nicolas Born. Die Hauptfigur des Romans und des Films, ein Journalist namens Georg Laschen, im Film von Bruno Ganz gespielt, wurde von Nicolas Born der realen Person Kai Hermann nachempfunden.
2001 veröffentlichte Hermann sein einziges belletristisches Werk, den Jugendroman Engel und Joe, der auf eine von ihm recherchierte wahre Begebenheit zurückgeht. Im selben Jahr schrieb er auch das Drehbuch zur Verfilmung des Buchs unter dem gleichen Titel Engel und Joe unter der Regie von Vanessa Jopp. In den Titelrollen spielen Robert Stadlober und Jana Pallaske.
2003 zog sich Kai Hermann weitgehend aus dem Berufsleben zurück. Allerdings stellte er 2004 noch als Co-Autor zusammen mit Udo Lindenberg dessen Autobiographie Panikpräsident fertig. Hermann, der mit mehreren renommierten Publizistik-Preisen ausgezeichnet wurde, lebt in dem Dorf Jasebeck (Gemeinde Damnatz) in Niedersachsen (Landkreis Lüchow-Dannenberg).
In einem Interview mit der Zeit in der Ausgabe vom 14. Juni 2017 äußerte Hermann auf die Frage, worin für ihn der Erfolg der 68er-Bewegung bestehe: „Die Studenten haben mit den faschistischen Restbeständen an den Unis aufgeräumt und Westdeutschland nachhaltig demokratisiert. Ansonsten war 1968 vor allem Rock’n Roll.“ Die antiautoritären Impulse der damaligen Bewegung sieht Hermann mit Hinweis auf die „repressive Toleranz“ im Sinne Herbert Marcuses weitgehend aufgebraucht. Das Anarchische, das Offene von damals sei gründlich abhandengekommen.

## Auszeichnungen
- Theodor-Wolff-Preis 1964 und 1966
- Carl-von-Ossietzky-Medaille 1968
- Egon-Erwin-Kisch-Preis (2. Preis) 1998

## Werke

### Buchveröffentlichungen
- Die Revolte der Studenten. Wegner, Hamburg 1967.
- zusammen mit Peter Koch: Entscheidung in Mogadischu. Die 50 Tage nach Schleyers Entführung. Gruner und Jahr, Hamburg 1977, ISBN 3-570-05669-4.
- Christiane F.: Wir Kinder vom Bahnhof Zoo. Nach Tonbandprotokollen aufgeschrieben von Kai Hermann und Horst Rieck, Gruner und Jahr, Hamburg 1978, ISBN 3-570-02391-5, (50. Auflage, Gruner & Jahr, Hamburg 2008, ISBN 3-570-02391-5 oder ISBN 978-3-570-02391-4).
- zusammen mit Heiko Gebhardt: Andi. Der beinahe zufällige Tod des Andreas Z., 16. Gruner und Jahr, Hamburg 1980, ISBN 3-570-00921-1.
- zusammen mit Wilfried Bauer: Deutschland. Ein Familien-Bilderbuch. Johannes Rau stellt Familien unseres Landes vor. Econ, Düsseldorf 1986, ISBN 3-430-14491-4.
- Yakuza. Porträt einer kriminellen Vereinigung. Rasch und Röhring, Hamburg 1990, ISBN 3-89136-365-6.
- Die Starken. Von Kindern, die für das Leben kämpfen. Gruner und Jahr, Hamburg 1990, ISBN 3-570-08620-8.
- Engel und Joe. Nach einer wahren Geschichte. Ullstein, München 2001, ISBN 3-550-07167-1.
- zusammen mit Margrit Sprecher: Sich aus der Flut des Gewöhnlichen herausheben. Die Kunst der großen Reportage. herausgegeben von Wolfgang R. Langenbucher, Picus, Wien 2001, ISBN 3-85452-753-5.
- Jay Ullal:  Man hat nur sieben Leben. Foto-Reportagen, die bewegen. herausgegeben von Kai Hermann, Aufbau-Verlag, Berlin 2002, ISBN 3-351-02534-3.
- Udo Lindenberg: Panikpräsident. Die Autobiographie. In Zusammenarbeit mit Kai Hermann, Random House Entertainment, München 2004, ISBN 3-8090-3022-8.

### Drehbücher und Buchverfilmungen
- 1981: Christiane F. – Wir Kinder vom Bahnhof Zoo
- 1981: Die Fälschung
- 2001: Engel und Joe